# Trasformazione non singolare
In teoria della misura, una trasformazione non singolare è un particolare tipo di trasformazione misurabile tale che l'immagine inversa di insiemi trascurabili (cioè insiemi di misura nulla) attraverso di essa rimane trascurabile. Ogni trasformazione che preserva la misura è necessariamente una trasformazione non singolare, così come ogni trasformazione ergodica.

## Definizione
Una trasformazione misurabile {\displaystyle S\colon X\to X} su uno spazio di misura {\displaystyle (X,{\mathcal {A}},\mu )} è detta non singolare se  {\displaystyle \mu (S^{-1}(A))=0} per ogni insieme {\displaystyle A\in {\mathcal {A}}} tale che {\displaystyle \mu (A)=0}.

## Teorema di cambiamento di variabile per trasformazioni non singolari
Sia {\displaystyle (X,{\mathcal {A}},\mu )} uno spazio di misura, {\displaystyle S\colon X\to X} una trasformazione non singolare, {\displaystyle f\colon X\to X} una funzione misurabile tale che {\displaystyle f\circ S\in L^{1}(X,{\mathcal {A}},\mu )}. Allora per ogni {\displaystyle A\in {\mathcal {A}}},
{\displaystyle \int _{S^{-1}(A)}^{}f(S(x))\mu (dx)=\int _{A}^{}f(x)\mu S^{-1}(dx)=\int _{A}f(x)J^{-1}(x)\mu (dx),}
con
{\displaystyle \mu S^{-1}(B)=\mu (S^{-1}(B))}
e {\displaystyle J^{-1}} tale che
{\displaystyle \mu (S^{-1}(B))=\int _{B}^{}J^{-1}(x)\mu (dx).}